# Unió Esportiva Rapitenca
La Unió Esportiva Rapitenca és el club de futbol més representatiu del poble de la Ràpita, a la comarca del Montsià, província de Tarragona. En l'actualitat milita a la Primera Catalana.

## Colors
La samarreta de l'equip és blava i el pantaló blanc. L'equipació suplent és tota negra.

## Palmarès
- Primera Catalana: 2003/04 Grup II, 2011/12 Grup II, 2021/22 Grup III
- Segona Catalana: 2000/01 Grup VI

## Temporades
Fins a l'any 2011-12 el club ha militat 11 temporades a Tercera Divisió, 3 a Primera Catalana i 3 a Preferent Territorial.
| - 1949-50 1ª Regional B, grup Sud, 8è - 1950-51 1ª Regional B, grup Sud, 2n - 1951-52 1ª Regional B, grup Sud, 6è - 1952-53 - 1953-54 - 1954-55 - 1955-56 - 1956-57 Tercera Divisió, grup 7: 15è - 1957-58 Tercera Divisió, grup 7: 3r - 1958-59 Tercera Divisió, grup 7: 3r - 1959-60 Tercera Divisió, grup 7: 8è - 1960-61 Tercera Divisió, grup 7: 7è - 1961-62 Tercera Divisió, grup 7: 15è - 1962-63 - 1963-64 - 1964-65 - 1965-66 Primera Regional, grup 2: 7è - 1966-67 Primera Regional, grup 2: 20è - 1967-68 Segona Regional - 1968-69 Primera Regional, grup 3: 11è - 1969-70 Primera Regional, grup 3: 16è | - 1970-71 - 1971-72 - 1972-73 - 1973-74 - 1974-75 - 1975-76 Primera Regional, grup 3: 9è - 1976-77 Primera Regional, grup 3: 14è - 1977-78 Primera Regional, grup 3: 4t - 1978-79 Primera Regional, grup 3: 4t - 1979-80 Primera Regional, grup 3: 7è - 1980-81 Primera Regional, grup 3: 14è - 1981-82 Primera Regional, grup 3: 4t - 1982-83 Primera Regional, grup 3: 12è - 1983-84 - 1984-85 - 1985-86 - 1986-87 - 1987-88 - 1988-89 - 1989-90 - 1990-91 | - 1991-92 Primera Territorial, grup 6: 4t - 1992-93 Primera Territorial, grup 6: 9è - 1993-94 Primera Territorial, grup 6: 9è - 1994-95 Primera Territorial, grup 6: 14è - 1995-96 Primera Territorial, grup 6: 12è - 1996-97 Primera Territorial, grup 6 - 1997-98 Primera Territorial, grup 6: 5è - 1998-99 Primera Territorial, grup 6: 11è - 1999-00 Primera Territorial, grup 6: 12è - 2000-01 Primera Territorial, grup 6: 1r - 2001-02 Territorial Preferent, grup 2: 9è - 2002-03 Territorial Preferent, grup 2: 8è - 2003-04 Territorial Preferent, grup 2: 1è - 2004-05 Primera Div. Catalana: 4t - 2005-06 Tercera Divisió, grup 5: 7è - 2006-07 Tercera Divisió, grup 5: 11è - 2007-08 Tercera Divisió, grup 5: 5è - 2008-09 Tercera Divisió, grup 5: 14è - 2009-10 Tercera Divisió, grup 5: 18è - 2010-11 Primera Div. Catalana: 8è - 2011-12 Primera Catalana, grup 2: 1r |

## Penyes
- Marea Blava

Curva infernal blanc i blava 